# Barbara Bedford (attrice)
Barbara Bedford, nata Violet May Rose (Eastman, 11 luglio 1903 – Jacksonville, 25 ottobre 1981), è stata un'attrice statunitense.

## Biografia
Nata a Eastman, nel Wisconsin, studiò alla Lake View High School di Chicago e nel 1920, grazie all'interessamento dell'attore e regista William S. Hart, andò a Hollywood per recitare una piccola parte nel film The Cradle of Courage. Notata da John Gilbert, ottenne dal regista Maurice Tourneur i ruoli da protagonista in Deep Waters e in The Last of the Mohicans, dove ebbe come partner Alan Roscoe, suo futuro marito.
Nel 1921, sposò Irvin Willat, il regista che la diresse quell'anno in The Face of the World, ma divorziò l'anno dopo per sposare Roscoe, da cui ebbe una figlia. Ancora nel 1921 interpretò per John Ford La grande forza e dal 1922 al 1930 recitò in 53 film, da The Unfoldment con Florence Lawrence a La sferzata con Mary Astor.
Con l'avvento del sonoro, la sua carriera ebbe un forte declino, anche se molto numerose furono le sue partecipazioni, ma con ruoli di primo piano soltanto in Found Alive (1933) e in Señor Jim (1936). Con Girls of the Big House (1945) lasciò il cinema, dopo essere apparsa in 206 film. Dopo la morte di Alan Roscoe, nel 1940 sposò l'attore Terry Spencer. Rimasta vedova nel 1954, si ritirò in Florida, a Jacksonville, dove aprì un'attività commerciale, e vi morì nel 1981.

## Filmografia parziale

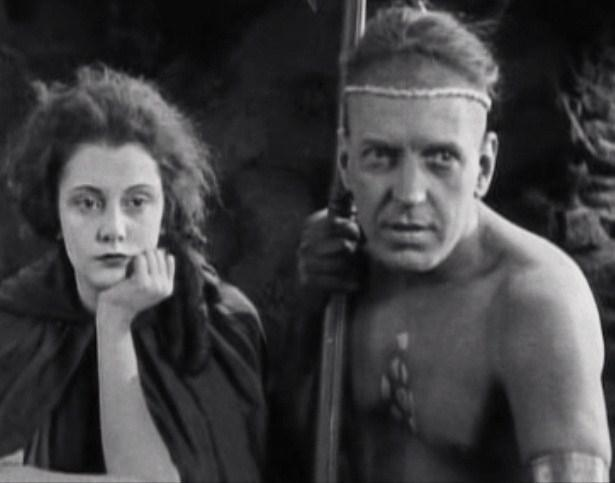
Con Alan Roscoe in The Last of the Mohicans (1920)

- The Cradle of Courage, regia di William S. Hart, Lambert Hillyer (1920)
- Deep Waters, regia di Maurice Tourneur (1920)
- The Last of the Mohicans, regia di Clarence Brown e Maurice Tourneur (1920)
- La grande forza (The Big Punch), regia di John Ford (1921)
- Cinderella of the Hills, regia di Howard M. Mitchell (1921)
- Winning with Wits, regia di Howard M. Mitchell (1922)
- Step on It!, regia di Jack Conway (1922)
- Out of the Silent North, regia di William Worthington (1922)
- I predatori (The Spoilers), regia di Lambert Hillyer (1923)
- Percy, regia di Roy William Neill (1925)
- Tumbleweeds, regia di King Baggot (1925)
- Sunshine of Paradise Alley, regia di Jack Nelson (1926)
- Mockery, regia di Benjamin Christensen (1927)
- The Port of Missing Girls, regia di Irving Cummings (1928)
- Marry the Girl, regia di Phil Rosen (1928)
- City of Purple Dreams, regia di Duke Worne (1928)
- Brothers, regia di Scott Pembroke (1929)
- L'uomo e la bestia (Tol'able David), regia di John G. Blystone (1930)
- La sferzata (The Lash), regia di Frank Lloyd (1930)
- Bacio mortale (The Death Kiss), regia di Edwin L. Marin (1932)
- Too Busy to Work, regia di John G. Blystone (1932)
- La casa senza amore (A Girl of the Limberlost), regia di Christy Cabanne (1934)
- The Keeper of the Bees, regia di Christy Cabanne (1935)
- È scomparsa una donna (Three Kids and a Queen), regia di Edward Ludwig (1935)
- Brilliant Marriage, regia di Phil Rosen (1936)
- Fra due donne (Between Two Women), regia di George B. Seitz (1937)
- La città dei ragazzi (Boys Town), regia di Norman Taurog (1938)
- Lo stalliere e la granduchessa (Florian), regia di Edwin L. Marin (1940)
- Innamorato pazzo (Love Crazy), regia di Jack Conway (1941)
- Nazi Agent, regia di Jules Dassin (1942)
- L'uomo venuto da lontano (An American Romance), regia di King Vidor (1944)